# Digital rights management
Digital Rights Management (DRM), což lze přeložit jako „Správa digitálních práv“, je zastřešujícím pojmem pro technické metody, jejichž účelem je ovládat či omezovat používání obsahu digitálních médií. Nejčastěji je technikami DRM zatížena hudba, eknihy, obrazové umění, počítačové hry, videohry a filmy. Cílem těchto omezení je především zajistit užívání obsahu v souladu s autorskými právy, respektive v souladu s licenčními podmínkami, vztahujícími se k obsahu (např. zakoupené hudby v podobě hudebních souborů, jež jsou za tím účelem ošetřeny DRM technologií).
Výrobci obsahu ukládaného či distribuovaného na digitálních médiích (např. hudební vydavatelství) často považují DRM technologie za nutný způsob, jak zabránit nelegálnímu kopírování obsahu. V poslední době[ujasnit] však sílí trend (alespoň pokud jde o hudbu) upouštět od DRM, a tak např. internetový obchod s digitální hudbou iTunes a rovněž i další již prodávají hudbu i bez DRM ochrany.
V roce 2014 připravilo W3C návrh o integraci DRM agenta do internetových prohlížečů. Interface Encrypted Media Extensions (EME) v HTML5 tak šifrováním zabrání neoprávněnému přístupu. Již je neoddělitelnou součástí prohlížečů Google Chrome, Microsoft Edge, Safari a Mozilla Firefox.

## Kritika
Free Software Foundation považuje DRM za protisoutěžní praktiky. Ochránci občanských svobod namítají, že přesun kontroly používání médií ze spotřebitelů na mediální průmysl bude znamenat ztrátu existujících práv uživatelů, stejně jako potlačení inovací v softwaru. DRM vám může například znemožnit naripovat svá CD nebo si udělat záložní kopii, na kterou byste ovšem jako spotřebitel měl mít právo. DRM ochrana je všeobecně spotřebiteli a sdruženími chránícími jejich práva a zájmy vnímána značně negativně a je kritizována jako velmi neefektivní a ve svém důsledku šikanující pouze poctivé uživatele, zatímco obsah získaný nelegálním způsobem takovou ochranou netrpí a jeho užívání tedy není omezeno. Dokazuje to i relativně chladná reakce spotřebitelů na nabídku takto zatíženého obsahu i značný nárůst prodejů poté, co např. iTunes začal prodávat hudbu i bez DRM. Všeobecně se ukazuje, že DRM (alespoň u hudby) nesplnilo sledovaný cíl, tj. potlačit pirátství, ale paradoxně k rozvoji pirátství ještě více přispělo, neboť spotřebitele až příliš omezuje a ti proto hledají alternativní (a tedy často nelegální) cesty k získání obsahu, např. výměnné sítě. Integrace EME do internetových standardů může omezit svobodu přístupu k informacím na internetu.